# Ternana Calcio 1979-1980
Questa voce raccoglie le informazioni riguardanti la Ternana Calcio nelle competizioni ufficiali della stagione 1979-1980.

## Rosa
| N. |                   | Ruolo | Calciatore         |
| -- | ----------------- | ----- | ------------------ |
| -  | Italia (bandiera) | D     | Giuliano Andreuzza |
| -  | Italia (bandiera) | C     | Ciro Bilardi       |
| -  | Italia (bandiera) | C     | Luca Birigozzi     |
| -  | Italia (bandiera) | D     | Maurizio Codogno   |
| -  | Italia (bandiera) | C     | Ivano Comba        |
| -  | Italia (bandiera) | D     | Paolo Dall'Oro     |
| -  | Italia (bandiera) | A     | Gianni De Rosa     |
| -  | Italia (bandiera) | C     | Silvio Francesconi |
| -  | Italia (bandiera) | D     | Angelo Fucina      |
| -  | Italia (bandiera) | C     | Antonio Galasso    |
| -  | Italia (bandiera) | D     | Claudio Legnani    |
| -  | Italia (bandiera) | P     | Poerio Mascella    |

| N. |                   | Ruolo | Calciatore         |
| -- | ----------------- | ----- | ------------------ |
| -  | Italia (bandiera) | A     | Sileno Passalacqua |
| -  | Italia (bandiera) | C     | Massimo Pedrazzini |
| -  | Italia (bandiera) | A     | Ernestino Ramella  |
| -  | Italia (bandiera) | D     | Gabriele Ratti     |
| -  | Italia (bandiera) | C     | Attilio Sorbi      |
| -  | Italia (bandiera) | C     | Mario Stefanelli   |
| -  | Italia (bandiera) | D     | Domenico Tumellero |
| -  | Italia (bandiera) | C     | Stefano Turla      |
| -  | Italia (bandiera) | C     | Claudio Valigi     |
| -  | Italia (bandiera) | D     | Enrico Vichi       |
| -  | Italia (bandiera) | P     | Roberto Aliboni    |

## Risultati

### Campionato

#### Girone di andata
| 16 settembre 1979 1ª giornata | Como | 2 – 0 | Ternana |  |

| 23 settembre 1979 2ª giornata | Ternana | 2 – 1 | Bari |  |

| 30 settembre 1979 3ª giornata | Cesena | 1 – 0 | Ternana |  |

| 10 settembre 1995 4ª giornata | Ternana | 3 – 0 | Genoa |  |

| 14 ottobre 1979 5ª giornata | Pisa | 1 – 1 | Ternana |  |

| 21 ottobre 1979 6ª giornata | Ternana | 1 – 1 | Monza |  |

| 28 ottobre 1979 7ª giornata | Atalanta | 3 – 1 | Ternana |  |

| 4 novembre 1979 8ª giornata | SPAL | 2 – 0 | Ternana |  |

| 11 novembre 1979 9ª giornata | Ternana | 0 – 0 | Lecce |  |

| 18 novembre 1979 10ª giornata | Sambenedettese | 2 – 0 | Ternana |  |

| 25 novembre 1979 11ª giornata | Ternana | 1 – 1 | Pistoiese |  |

| 2 dicembre 1979 12ª giornata | Lanerossi Vicenza | 5 – 1 | Ternana |  |

| 27 settembre 1959 13ª giornata | Ternana | 1 – 1 | Parma |  |

| 16 dicembre 1979 14ª giornata | Verona | 1 – 0 | Ternana |  |

| 23 dicembre 1979 15ª giornata | Ternana | 2 – 1 | Palermo |  |

| 6 gennaio 1980 16ª giornata | Taranto | 0 – 2 | Ternana |  |

| 13 gennaio 1980 17ª giornata | Ternana | 0 – 0 | Sampdoria |  |

| 20 gennaio 1980 18ª giornata | Matera | 1 – 0 | Ternana |  |

| 27 gennaio 1980 19ª giornata | Ternana | 0 – 1 | Brescia |  |

#### Girone di ritorno
| 3 febbraio 1980 20ª giornata | Ternana | 1 – 0 | Como |  |

| 10 febbraio 1980 21ª giornata | Bari | 0 – 0 | Ternana |  |

| 17 febbraio 1980 22ª giornata | Ternana | 0 – 0 | Cesena |  |

| 24 febbraio 1980 23ª giornata | Genoa | 1 – 0 | Ternana |  |

| 2 marzo 1980 24ª giornata | Ternana | 0 – 0 | Pisa |  |

| 9 marzo 1980 25ª giornata | Monza | 1 – 0 | Ternana |  |

| 16 marzo 1980 26ª giornata | Ternana | 1 – 0 | Atalanta |  |

| 23 marzo 1980 27ª giornata | Ternana | 1 – 0 | SPAL |  |

| 30 marzo 1980 28ª giornata | Lecce | 2 – 1 | Ternana |  |

| 5 aprile 1980 29ª giornata | Ternana | 1 – 0 | Sambenedettese |  |

| 13 aprile 1980 30ª giornata | Pistoiese | 1 – 0 | Ternana |  |

| 20 aprile 1980 31ª giornata | Ternana | 0 – 0 | Lanerossi Vicenza |  |

| 27 aprile 1980 32ª giornata | Parma | 2 – 3 | Ternana |  |

| 4 maggio 1980 33ª giornata | Ternana | 1 – 1 | Verona |  |

| 11 maggio 1980 34ª giornata | Palermo | 1 – 0 | Ternana |  |

| 18 maggio 1980 35ª giornata | Ternana | 0 – 1 | Taranto |  |

| 25 maggio 1980 36ª giornata | Sampdoria | 1 – 0 | Ternana |  |

| 1º giugno 1980 37ª giornata | Ternana | 2 – 0 | Matera |  |

| 8 giugno 1980 38ª giornata | Brescia | 1 – 0 | Ternana |  |